# أم المياذن
قرية أم المياذن، هي إحدى قرى محافظة درعا، تقع شرق مدينة درعا وتبعد عنها مسافة 10 كم تقريباً.

## الموقع
يحدها من الشرق قرية الطيبة ومن الشمال قرية النعيمة، ومن الجنوب قرية نصيب ومن الغرب قرية منطقة غرز ومدينة درعا. يمر منها الطريق الدولي الواصل بين الأردن ودمشق.

## السكان
يبلغ عدد سكان القرية 4000 نسمة تقريباً، يعمل معظمهم في الزراعة وخاصة زراعة الزيتون والحبوب. أما العائلات التي تقطنها فهي: المحاميد، المفعلاني، العودات، المصري، الدوس، الرفاعي، قرقماس، قداح، الفشتكي، الرشيدات.